# وزن هنگام تولد

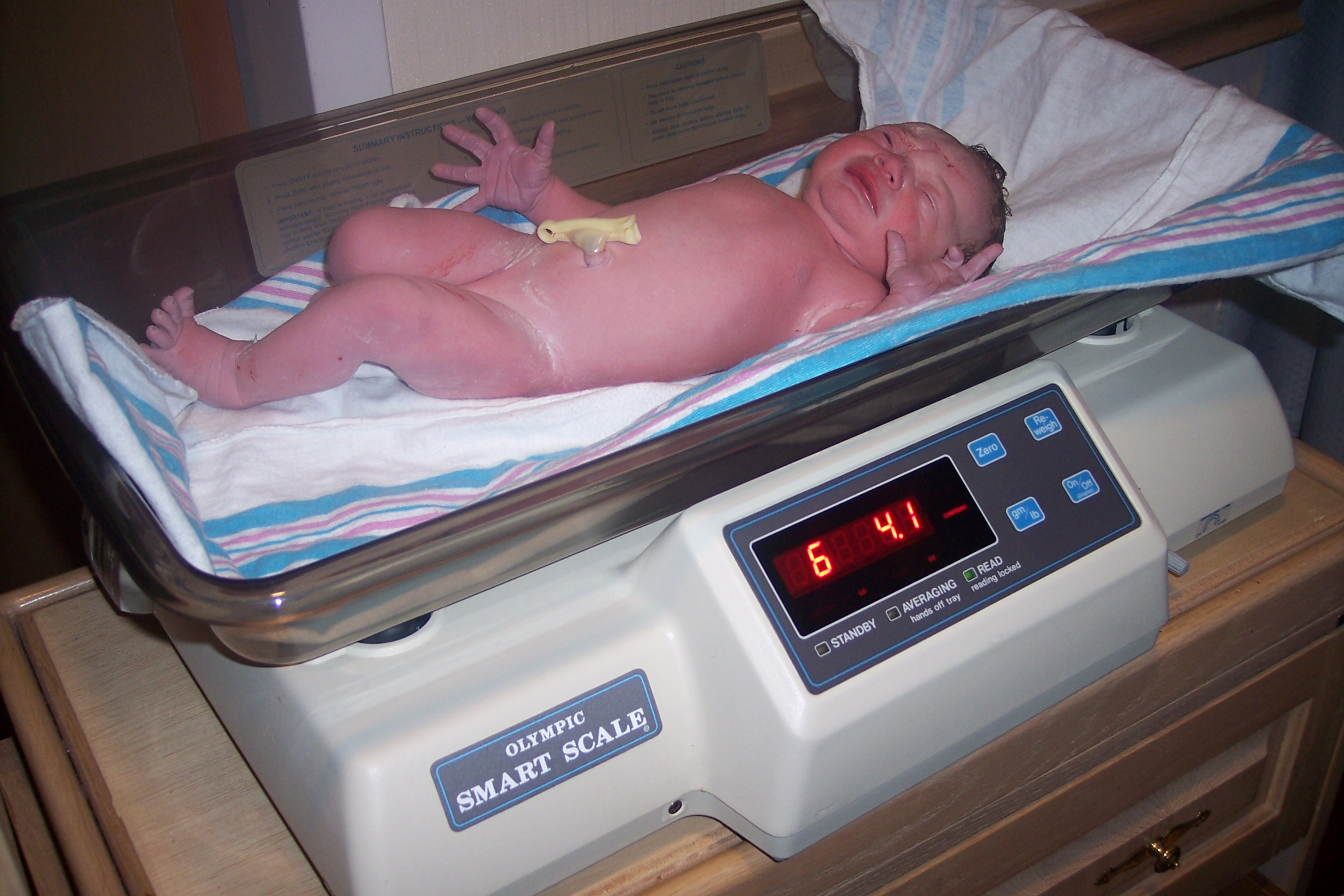

وزن تولد اشاره به وزن بدن نوزاد در هنگام تولد دارد. میانگین وزن تولد در نوزادان اروپایی و آفریقایی ۳٫۵ کیلوگرم (۷٫۷ پوند)، با محدوده اسمی بین ۲٫۵ و ۴٫۰ کیلوگرم (۵٫۵ و ۸٫۸ پوند) می‌باشد. به‌طور میانگین، نوزادان آسیایی‌تبار حدود ۳٫۲۵ کیلوگرم (۷٫۲ پوند) وزن دارند. شیوع کم وزنی در هنگام تولد در طول زمان متغیر بوده‌است. روندهای آماری کاهش جزئی از ۷٫۹٪ (در ۱۹۷۰ میلادی) به ۶٫۸٪ (در ۱۹۸۰ میلادی) و سپس افزایش جزئی به ۸٫۳٪ (در ۲۰۰۶ میلادی) و سپس به سطوح فعلی ۸٫۲٪ (در ۲۰۱۶ میلادی) را نشان می‌دهند. شیوع کم وزنی نوزاد از سال ۲۰۱۲ میلادی تا به امروز اندکی افزایش یافته‌است.
کم وزنی نوزاد با عفونت در دوران نوزادی، مرگ و میر نوزادان و همچنین بیماری در هنگام بزرگسالی ارتباط داده شده. مطالعاتی نیز تلاش کرده‌اند تا ارتباطی بین وزن تولد و شرایط آتی در زندگی، از جمله میزان احتمال مبتلا شدن به دیابت، چاقی یا میزان احتمال فردی مصرف سیگار یا هوش را نشان دهند.